# フナムシ
フナムシ（船虫、海蛆、学名：Ligia exotica）は等脚目フナムシ科に属する甲殻綱の一種。同科の代表種として知られ、日本を含む熱帯から温帯の海岸に広く分布する代表的な海岸動物である。
2024年、「フナムシ」が異なる3種に分けられることがわかった。すなわちトライフナムシ、アオホシフナムシ、およびフタマタフナムシである。

## 形態

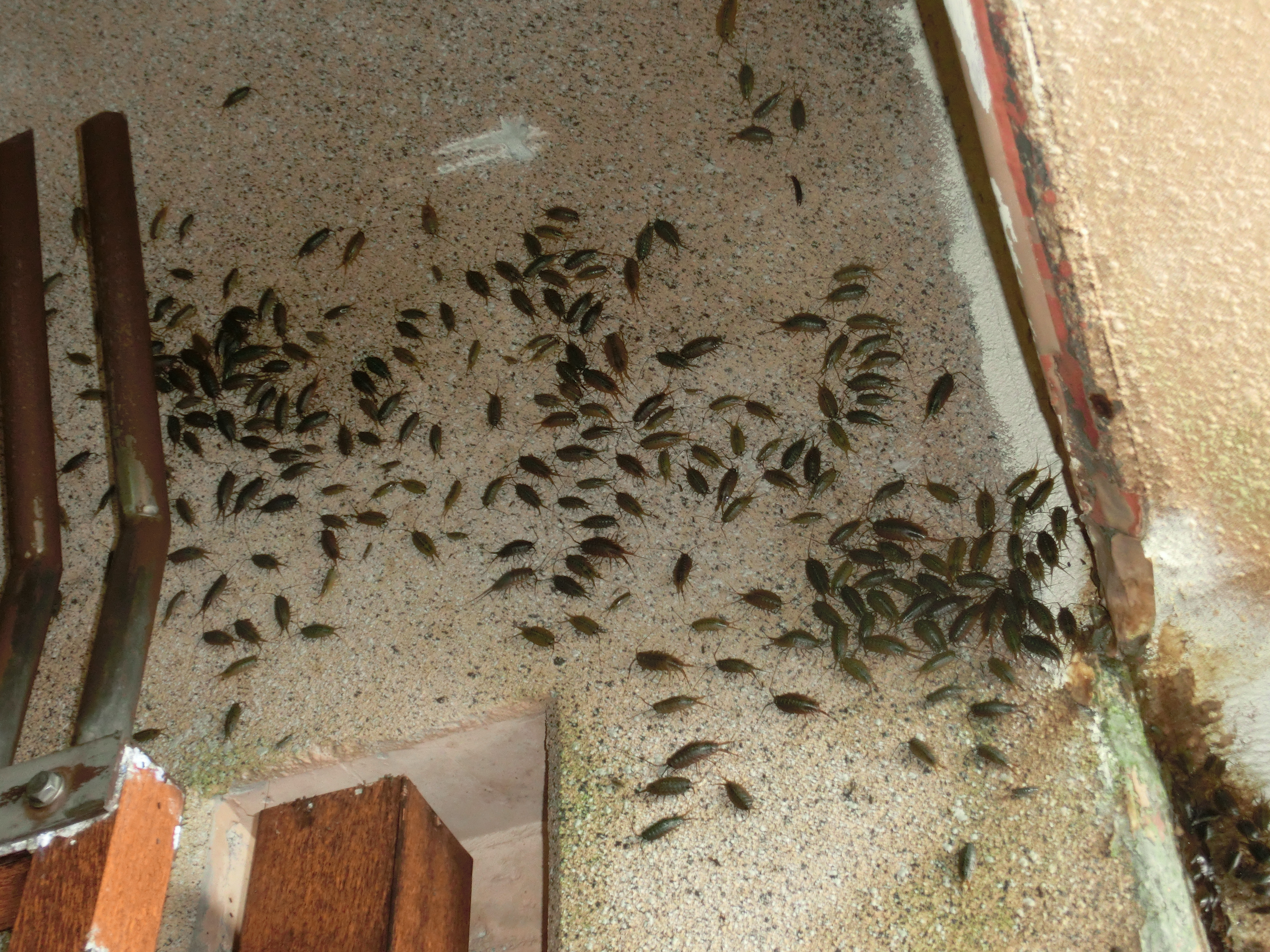
群生するフナムシ（神奈川県・江の島）

体長は最大5cmほどで、等脚類の中でも大型である。体は上から押しつぶされたように平たく、多くの節にわかれ、7対の歩脚がある。頭部には長い触角と大きな複眼があり、尾部には2つに枝分かれした尾脚が1対ある。背中側の体色は鈍い光沢のある黒色で、淡黄色のまだら模様があるものや、褐色の広い縁取りがあるものなどがいる。また、夜は昼に比べて体色が淡く、褐色がかった色をしている。

## 生態
動きはきわめて敏捷で、大きな動物が現れると一目散に岩石の隙間などに逃げ込むため、捕獲は難しい。海のすぐ近くに棲息しているものの、海中に入ることはない。誤って海に落ちても、素早く体を波打たせて泳ぐことはできるが、遠距離を泳ぐことはできず、水中に長時間いると溺死してしまう。
食性は雑食性で、藻類や生物の死骸や釣り人の残した残飯などさまざまなものを食し、海岸の「掃除役」をこなしている。人間も例外ではなく、岩礁海岸に寝転がっていると噛まれて痛みを感じることがある。天敵はイワガニやアカテガニ、イソヒヨドリ、シギ、チドリ類などで、海に落ちた個体は魚類にも捕食される。
メスの腹部には卵を抱える保育嚢があり、ここで卵を保護する。卵は初めは透き通った橙色をしているが、やがて黒ずんでくる。孵化する幼体は小さいながらもすでに親と同じ体型をしており、孵化後もしばらくはメスの保育嚢に掴まって生活する。そのため、この時期にメスを捕獲すると、保育嚢の中から幼体が飛び出てくる。
全国の海岸に生息している上、比較的小さいため、捕獲はやや難しいものの釣りの餌としてよく利用される。前述の通り、魚類の餌になるため釣り餌として優秀とされるが、容姿や素早い動きがゴキブリに似ているため、嫌う人も多い。近縁種の Ligia oceanica とともに、英名で「wharf roach（埠頭のゴキブリ）」と呼ばれている。ゴキブリとフナムシを同じ方言で呼ぶ地域もあり、長崎県長崎市周辺では両方とも「アマメ」である。

## 別名
アマメ（長崎県長崎市周辺、鹿児島県）、アモメ（長崎県魚目地方）、ウミムシなど。

## 食用として
強い苦みと腐敗臭があり、非常にまずいという報告がある。しかしながら、臭いの原因は食性に由来するものという考えもあり、脚の付け根のわずかな筋肉には、わずかに甲殻類系の風味が感じられる。

## 近縁種

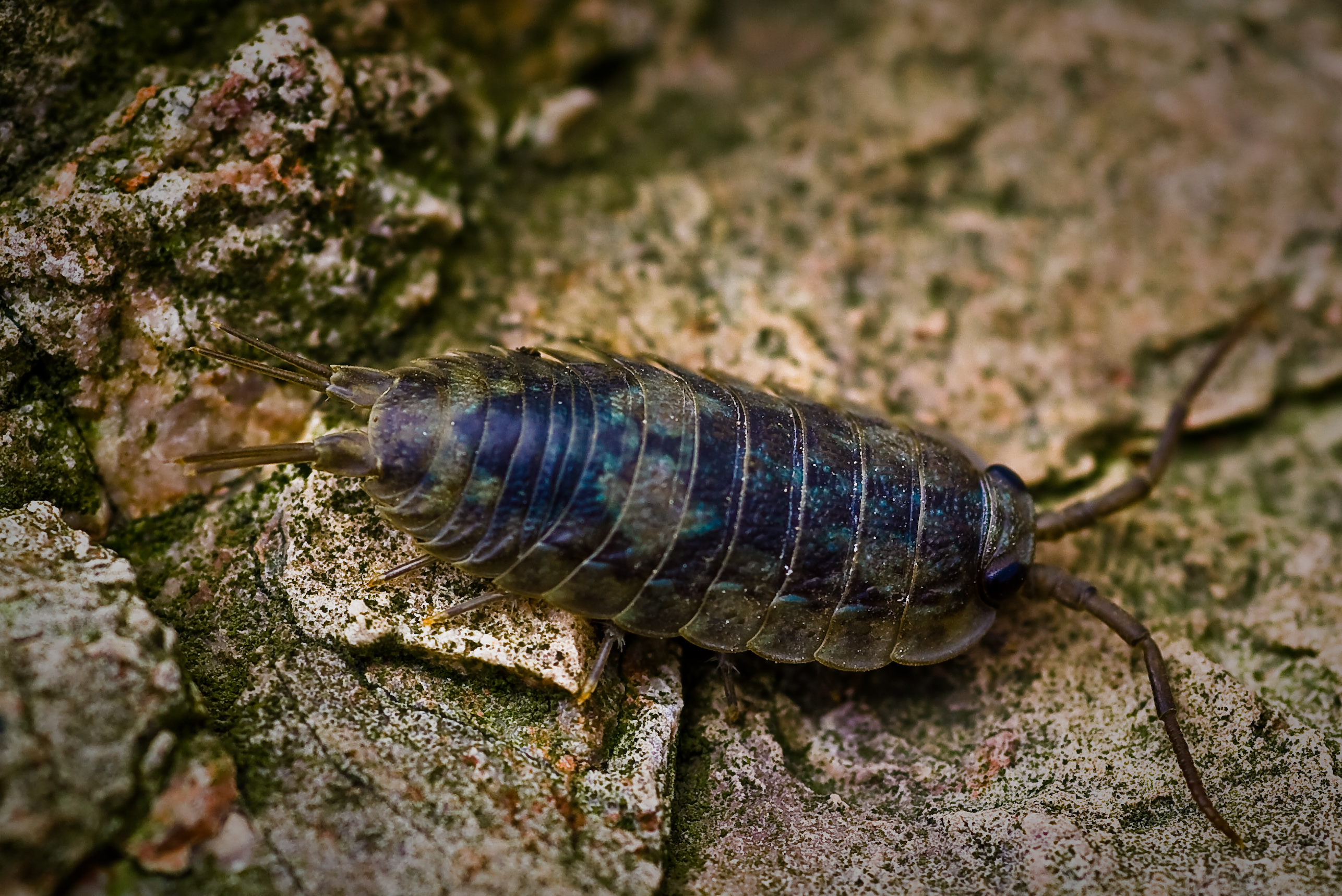
シースレーター

シー・スレーター (sea slater)
学名：Ligia oceanica は、ノルウェーから地中海にかけてのヨーロッパと、北米のケープコッドからメイン州にかけて広く見られる。フナムシよりやや小さく3cmほどになる。シーローチ (sea roach) とも呼ばれている。

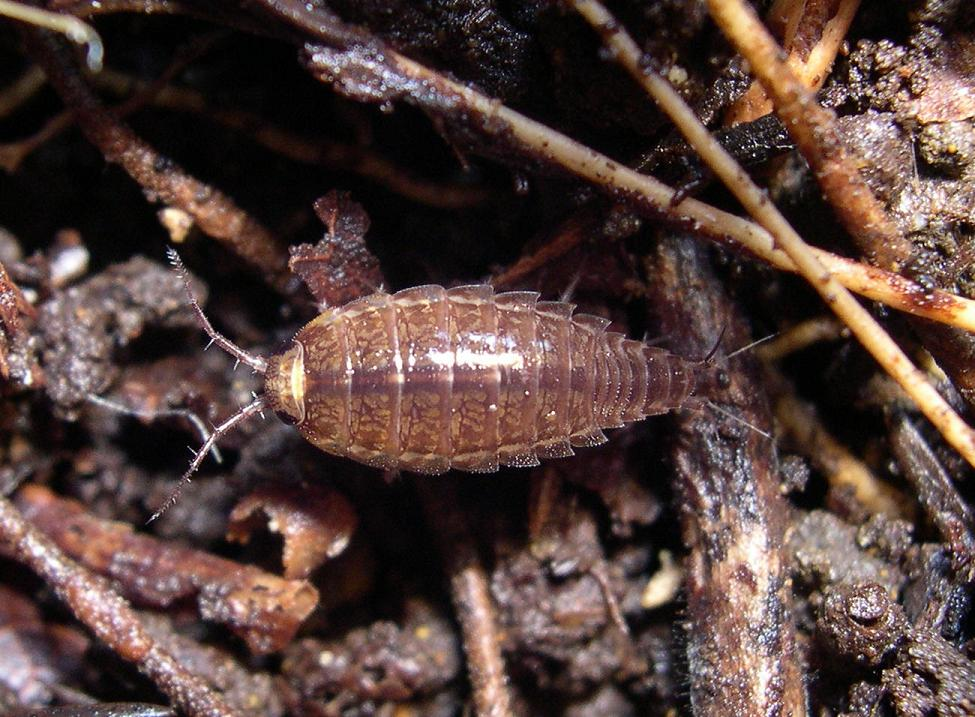
ヒメフナムシ
学名：Ligidium japonicum Verhoeff, 1918 は、フナムシ Ligia exotica に似ているが、体長は1cm未満である。また、海岸に生息するフナムシに対し、ヒメフナムシは森林の落葉の下に生息している。